# Jilong, Tibet
Jilong (kinesiska: 吉隆, 吉隆镇) är en köping i Kina. Den ligger i den autonoma regionen Tibet, i den sydvästra delen av landet, omkring 580 kilometer väster om regionhuvudstaden Lhasa. Antalet invånare är 4 863. Befolkningen består av 2 309 kvinnor och 2 554 män. Barn under 15 år utgör 28,0 %, vuxna 15-64 år 65 %, och äldre över 65 år 6,0 %.